# Lukas Jutkiewicz
Lukas Isaac P. Jutkiewicz (n. 28 martie 1989 în Southampton) este un fotbalist englez care evoluează la clubul Burnley FC din Championship.